# Менелай (лунный кратер)
Кратер Менелай (лат. Menelaus) — молодой ударный лунный кратер, расположенный на южной границе Моря Ясности. Кратер назван в честь Менелая Александрийского, древнегреческого математика и астронома (не путать с Менелаем — героем гомеровского эпоса «Илиада», мужем Елены Прекрасной). Название утверждено Международным астрономическим союзом в 1935 году.

## Описание кратера

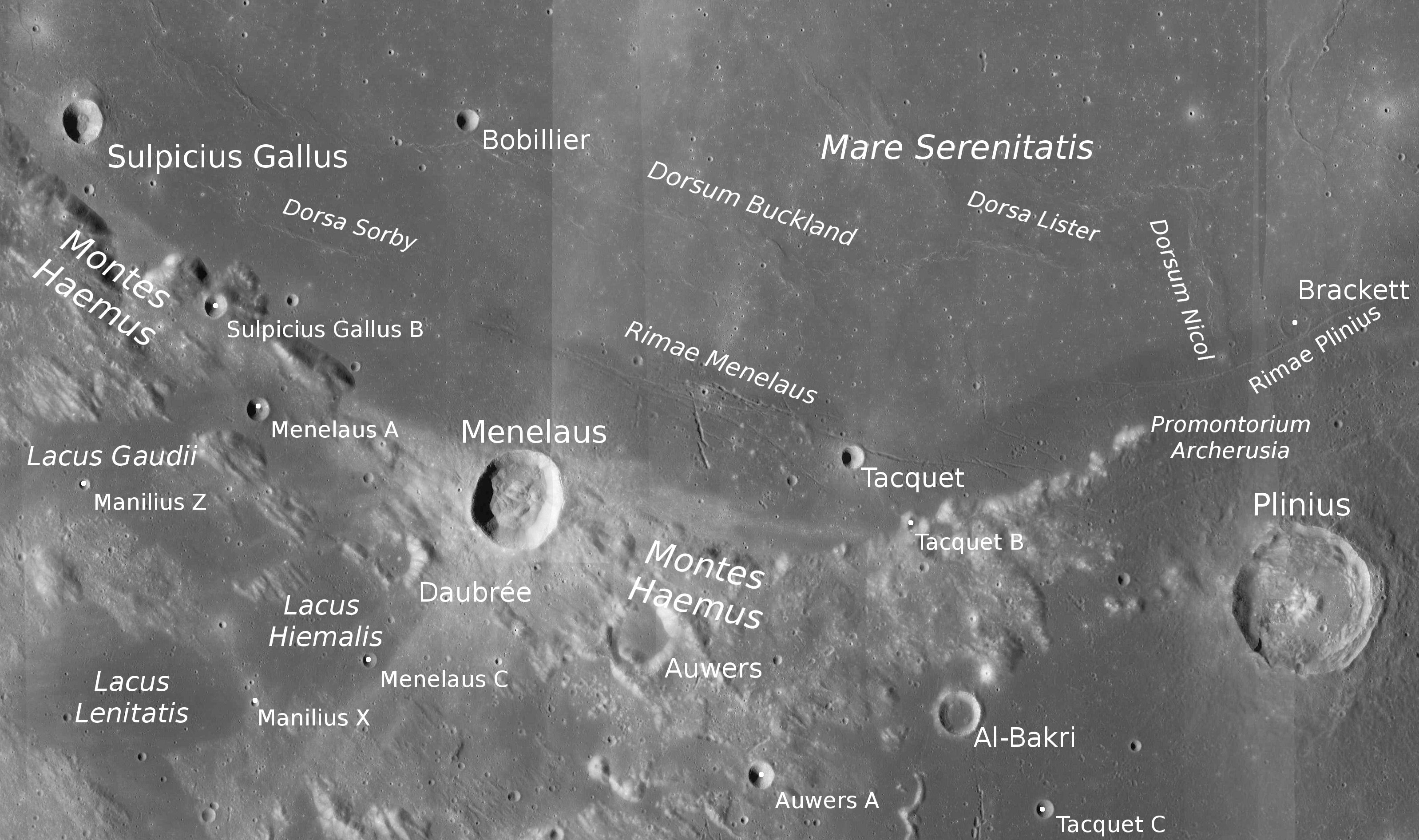
Окрестности кратера Менелай. Снимок зонда Lunar Reconnaissance Orbiter.

На западе от кратера располагаются Гемские горы (Montes Haemes), к северо-востоку небольшая система борозд, названная по имени кратера. На юго-западе от кратера Менелай находится кратер Добрэ, на востоке кратер Таке, на юго-востоке от кратера располагается кратер Ауверс. Далее на юго-востоке лежат три небольших лунных моря — Озеро Нежности, Озеро Радости, Озеро Зимы. Диаметр кратера 27,13 км, глубина 2,6 км, селенографические координаты центра кратера 16°16′ с. ш. 15°56′ в. д. / 16,26° с. ш. 15,93° в. д.. По морфологическим признакам кратер относится к классу TRI (по названию кратера Триснеккер, который является типичным представителем данного класса). Объем кратера составляет приблизительно 440 км³, высота вала над окружающей местностью достигает 870 м.
Морфология кратера типична для небольших молодых кратеров. Вал кратера имеет острый край, крутой террасовидный склон. Уклон восточного склона достигает 53°. У подножия внутреннего склона находятся завалы пород, обрушившихся при образовании кратера, особенно в южной и юго-восточной части. Внутренний склон кратера имеет высокое альбедо, что заметно, когда солнце находится высоко над кратером. При этом северная часть чаши кратера несколько темнее южной, что объясняется, видимо, разностью в составе горных пород, выброшенных при импакте. В северной части преобладает более темная базальтовая порода моря, в южной более светлая порода гор. На дне чаши кратера существуют несколько хребтов. Вместо центрального пика имеется система возвышенностей. Дно кратера имеет многочисленные следы фрагментов, образующихся при эрозионном разрушении вала кратера, скатывающихся по внутренним склонам на дно кратера. Окрестности кратера и сам кратер чрезвычайно разнообразны в геологическом отношении и тем представляют большой интерес.

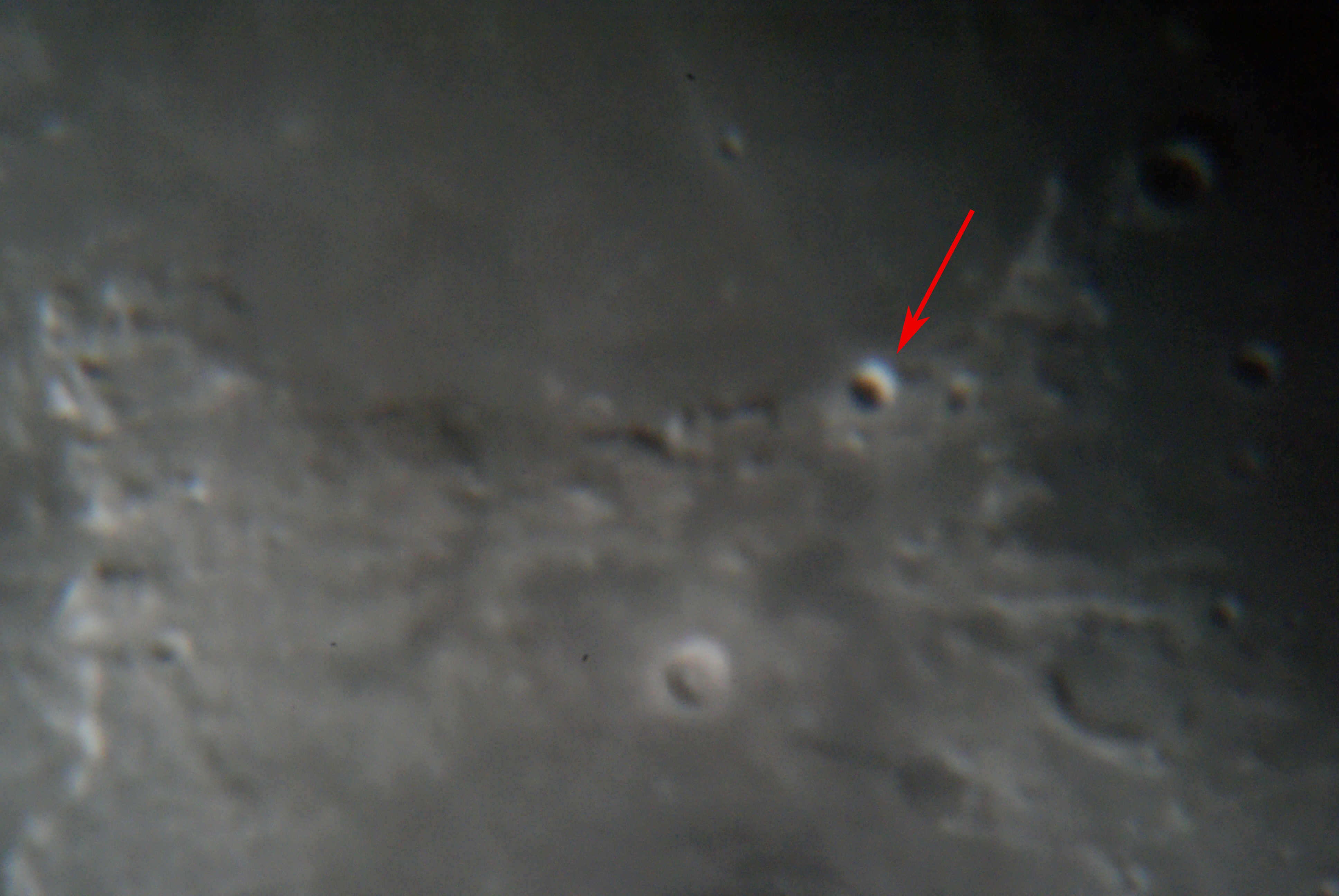
Южная часть Моря Ясности и кратер Менелай

С юго-востока на северо-восток кратер Менелай пересекает светлый луч, продолжаясь по Морю Ясности и проходя по западному краю кратера Бессель. Принадлежность этого луча к системе конкретного кратера является предметом дискуссий. Согласно наиболее распространенной теории данный луч принадлежит к системе лучей кратера Тихо, более подробно про это можно прочитать в статье о кратере Бессель. Помимо упомянутого луча, выделяются яркие широкие лучи в восточном и западном направлении от кратера.
В кратере зарегистрированы термальные аномалии во время лунных затмений. Это явление объясняется небольшим возрастом кратера и отсутствием достаточного слоя реголита, оказывающего термоизолирующее действие. Явление характерно для большинства молодых кратеров.
Кратер Менелай включен в список кратеров с темными радиальными полосами на внутреннем склоне Ассоциации лунной и планетарной астрономии (ALPO) и в список кратеров с яркой системой лучей Ассоциации лунной и планетарной астрономии (ALPO).
Детальные снимки кратера и его окрестностей получены японским лунным орбитальным спутником Кагуя и зондом Lunar Reconnaissance Orbiter.

## Кратковременные лунные явления
В кратере Менелай наблюдались так называемые кратковременные лунные явления (КЛЯ) — свечение на фоне пепельного света, вспышки и свечение в тени во время затмений.

## Сателлитные кратеры
| Менелай | Координаты                                            | Диаметр, км |
| ------- | ----------------------------------------------------- | ----------- |
| A       | 17°04′ с. ш. 13°23′ в. д. / 17,07° с. ш. 13,39° в. д. | 6,2         |
| C       | 14°49′ с. ш. 14°29′ в. д. / 14,81° с. ш. 14,48° в. д. | 4,0         |
| D       | 13°14′ с. ш. 16°19′ в. д. / 13,23° с. ш. 16,31° в. д. | 4,1         |
| E       | 13°35′ с. ш. 15°53′ в. д. / 13,58° с. ш. 15,89° в. д. | 3,5         |

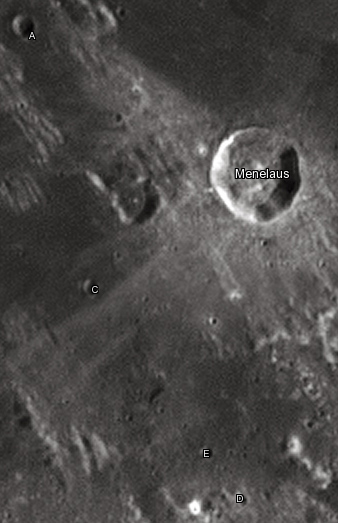
Снимок Девида Кемпбелла.

- Сателлитный кратер Менелай S в 1973 году переименован Международным Астрономическим Союзом (МАС) в кратер Добрэ (Daubrée).